# Spring Valley, Kalifornien
Spring Valley är en ort (CDP) i San Diego County, i delstaten Kalifornien, USA. Enligt United States Census Bureau har orten en folkmängd på 28 205 invånare (2010) och en landarea på 18,6 km².